# بات كاميرون
بات كاميرون هو محامي وسياسي كندي، ولد في 23 سبتمبر 1895 في براندون في كندا، وتوفي في 3 يناير 1982 في كندا. حزبياً، نشط في الحزب الليبرالي الكندي. وقد انتخب عضو مجلس العموم الكندي.